# Tango romanza
Se denomina Tango romanza a un estilo de tango desarrollado especialmente por Juan Carlos Cobián y Enrique Pedro Delfino a fines de la década de 1910 y comienzos de la de 1920 y continuado después por otros músicos. Está inspirado en las viejas romanzas, arias italianas de carácter sencillo y tierno que tienen características melódicas, sin rastros del típico canyengue, y con una técnica musical más depurada que la corriente en el género.

## Los iniciadores del tango romanza
Juan Carlos Cobián  (1896-1953) fue un pianista y director de orquesta un innovador como ejecutante y como compositor. Cuando compuso Salomé inició junto a[Enrique Pedro Delfino, creador del tango Sans Souci la tendencia innovadora del "tango romanza". Como pianista, fue el primero en llenar con adornos en los bajos de los silencios de la melodía –procedimiento que sería luego sistematizado por Francisco De Caro-. Por su calidad de ejecutante y su delicadeza en la ejecución fue llamado "el Chopin del tango". Entre las variantes importantes que introdujo Cobián en el marco de  la función conductora del piano en las orquestas típicas se encuentran la décima arpegiada en la mano izquierda y el relleno con dibujos en los bajos en el vacío de los claros melódicos Fue la base del llamado acompañamiento armonizado del tango, al que posteriormente Francisco De Caro dio forma definitiva, al que adhirieron ejecutantes de la talla de los pianistas Carlos V. G. Flores, Eduardo Pereyra, José María Rizzuti y Raimundo Petillo y, ya más adelante, Armando Baliotti, Armando Federico, Ángel Massini, José Pascual, Juan Polito, Osvaldo Pugliese, Eduardo Scalise y José Tinelli, entre otros.
Enrique Pedro Delfino (1895-1967) fue un destacado pianista, también conocido como 'Delfy, que escribió más de doscientos tangos, algunos de los cuales son considerados  verdaderos clásicos del género, como Re Fa Si, Milonguita, Haragán, La copa del olvido, Ventanita florida y Al pie de la Santa Cruz.
Fue uno de los creadores del tango romanza e introdujo innovaciones en el tango canción. Eximio pianista con nivel de concertista, quienes lo conocieron  decían que el piano era un apéndice de sus manos. Admiraba a Puccini, Wágner y Verdi y era un profundo conocedor de la teoría musical, de la armonía y el contrapunto.

## Los tangos romanza
Griseta no es el primer tango romanza aunque sí el primero que se publicó con esa denominación. Esta línea musical innovadora de Cobián y Delfino fue seguida por grandes músicos de la importancia de Lucio Demare,  Joaquín Mora y Osvaldo Fresedo, entre otros.